# Michael Greve

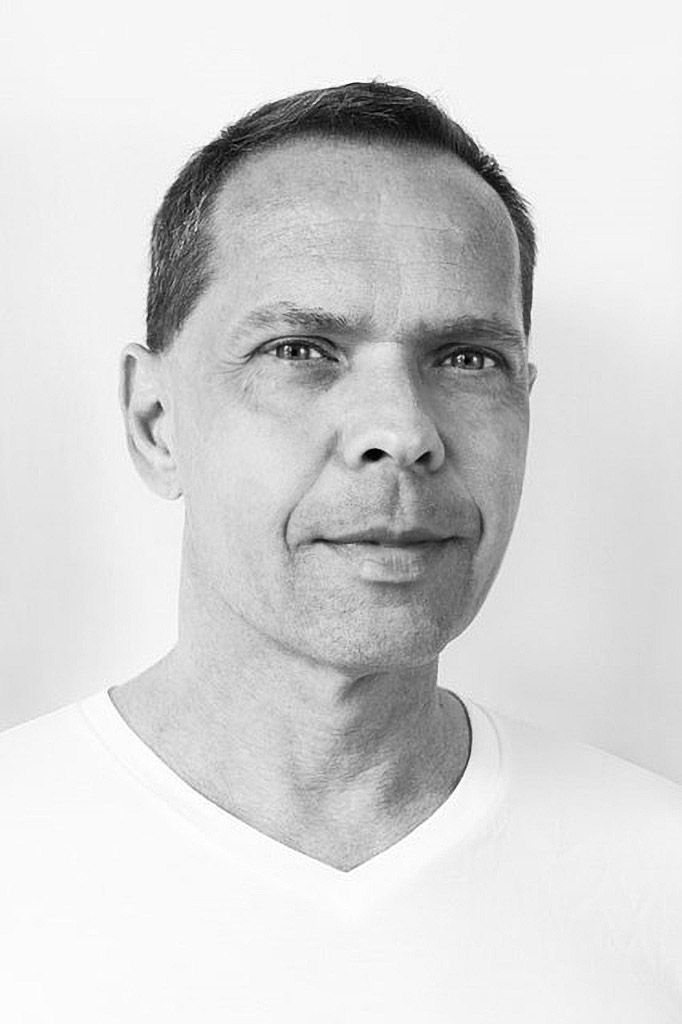
Michael Greve

Michael Greve (* in Hannover) ist ein deutscher Internet-Unternehmer und Mäzen. Er war zusammen mit seinem Bruder Matthias Greve Gründer der Cinetic Medientechnik GmbH, aus der auch das Internetportal Web.de hervorging. Heute finanziert und betreibt er in Karlsruhe die gemeinnützige Forever Healthy Foundation sowie das Venture Capital-Unternehmen Kizoo.

## Biografie
Greve studierte nach dem Abitur am Gymnasium Berghausen bei Karlsruhe 1981 Elektrotechnik am Karlsruher Institut für Technologie (KIT). Nach dem Vordiplom brach er 1984 das Studium ab, um sich auf seine unternehmerischen Tätigkeiten zu konzentrieren.
Bereits 1987 gründete er zusammen mit seinem Bruder Matthias Greve mit der Cinetic Medientechnik sein erstes eigenes Unternehmen.
1995 gründeten die beiden Brüder das Internet-Verzeichnis web.de. 1997 gründeten beide das Reise-Portal lastminute.de und bauten es zum größten last-minute-Reise-Service in Deutschland auf. 2000 ging web.de an die Börse.
2005, nach dem Verkauf seiner Unternehmen, wollte Greve mit einer weiteren Neugründung, der Combots AG, Mail, SMS und Telefonie in einer einzigen Anwendung verschmelzen lassen. Die Combots AG scheiterte jedoch.
2007 gründete er den Frühphasen-Investor Kizoo Technology Ventures, mit dem er Start-ups im IT-Bereich finanzierte und begleitete, darunter die späteren „Unicorns“ Babbel, Staffbase und Mambu.

### Gemeinnützige Tätigkeit
2015 gründete er die Forever Healthy Foundation. Mit der aus seinem Privatvermögen finanzierten gemeinnützigen Initiative verfolgt er nach eigener Angabe das Ziel, Menschen in die Lage zu versetzen, ihre gesunde Lebensspanne ganz wesentlich zu verlängern.
Auch außerhalb der Forever Healthy Foundation tritt Michael Greve als Mäzen im Longevity- und Rejuvenation-Bereich auf.